# Hein van de Geyn

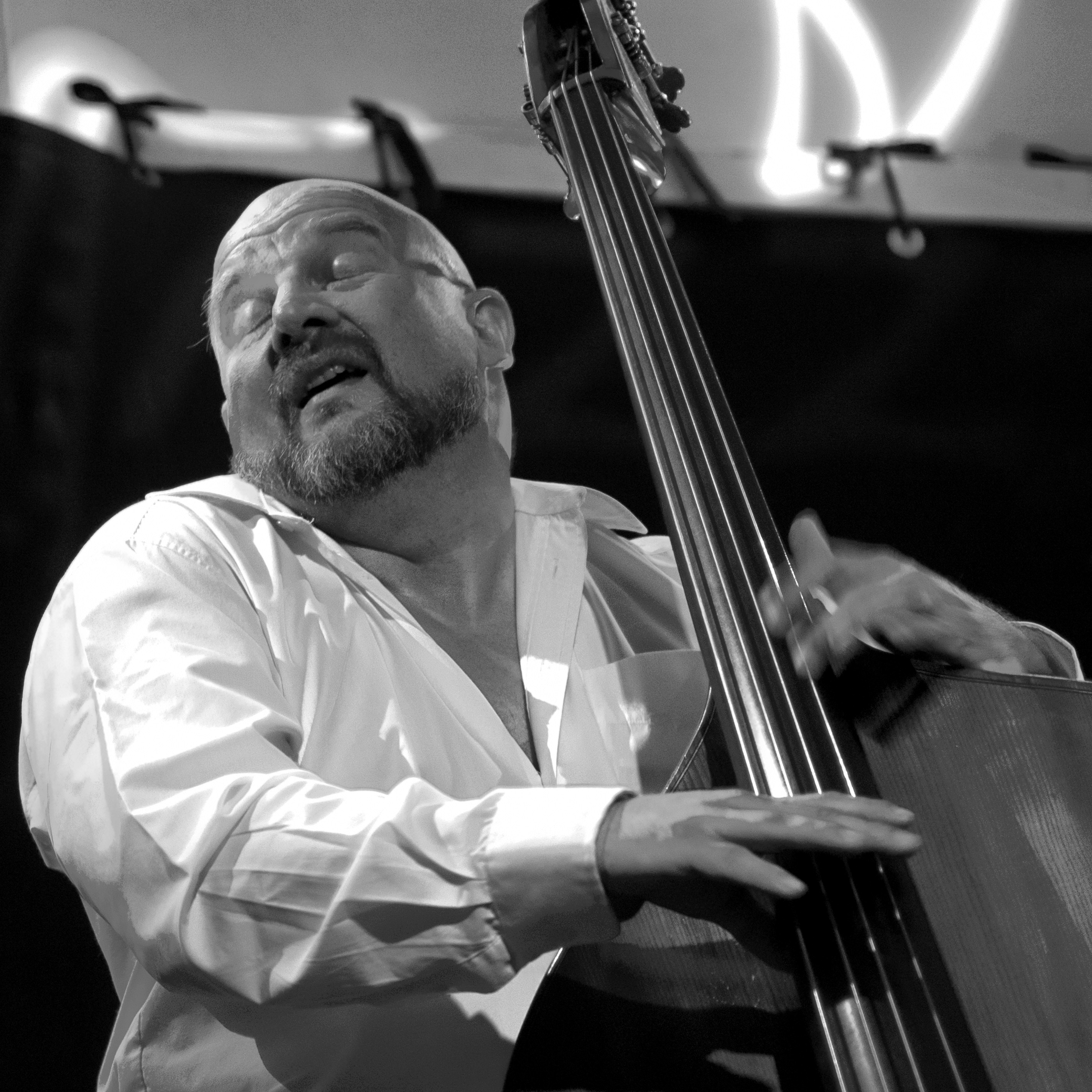
Hein van de Geyn

Hein van de Geyn (* 18. Juli 1956 in Schijndel) ist ein niederländischer Jazzbassist und -komponist.

## Leben und Wirken
Van de Geyn hatte eine klassische Musikausbildung (Blockflöte, Geige) und wechselte dann auf die Gitarre und schließlich als Heranwachsender auf die Bassgitarre. Er spielte in Südholland Dixieland Jazz und gründete eine Bebop-Band, mit der er 1977 auf dem Jazzfestival in Laren auftrat, wo er als bester Solist ausgezeichnet wurde. Weiterhin spielte er mit dem Trio von Erik Vermeulen. Er wechselte zum Kontrabass. Auf dem Konservatorium in Tilburg schloss er eine (klassische) Musikausbildung ab, bevor er sich im Jazzstudiengang des Rotterdamer Konservatoriums einschrieb.
Er ging in die USA, um sich weiterzubilden und spielte zunächst mit Mark Lewis, zog dann nach Seattle und nach San Francisco. Van de Geyn kam 1985 zurück und hat seitdem mit Musikern wie Jean „Toots“ Thielemans, Chet Baker, Philip Catherine, Lee Konitz, Jack van Poll, Tal Farlow und Dee Dee Bridgewater gespielt und das Bandprojekt Baseline gegründet, in dem John Abercrombie mehrere Jahre mitwirkte.
Van de Geyn wird sowohl als Solist als auch als Begleiter geschätzt. Er lehrte am Königlichen Konservatorium von Den Haag; seit 2008 war er künstlerischer Leiter der Abteilung Jazz am Konservatorium von Rotterdam. Im Jahr 2010 zog er sich aus dem aktiven Musikleben zurück; er leitet nun eine Lodge in Südafrika.

## Preise und Auszeichnungen
1998 gewann er den Bird Award des North Sea Jazz Festival. Er konnte auch die meisten Stimmen in einem Wettbewerb der belgischen Radiosender RTBF und VRT als „Bester Europäischer Akustischer Bassist“ auf sich vereinigen. 2002 erhielt er für das Album Tenderly mit Paulien van Schaik den Publikumspreis des Edison Jazz Award.

## Auswahl-Diskographie
- „Meets – Van de Geyn/Konitz“ (1990)
- „Returns – Baseline“ (1996, mit John Ruocco)
- „Woodwind Works – Hein Van de Geyn“ (1999)
- „Guitars – Baseline“ (2006)